# Khoản vay được bảo đảm
Khoản vay được bảo đảm là một khoản vay, trong đó vay cam kết một số tài sản (ví dụ như một chiếc xe hoặc tài sản) như tài sản thế chấp cho vay, mà sau đó trở thành một bảo đảm nợ các chủ nợ đã cho vay. Nợ như vậy, với biện pháp bảo đảm đối với tài sản thế chấp trong trường hợp người vay mặc định, chủ nợ có sở hữu của tài sản được sử dụng làm tài sản thế chấp và có thể bán nó để lấy lại một số hoặc tất cả số tiền ban đầu cho vay cho khách hàng vay, ví dụ, nhà bị tịch thu của một ngôi nhà. Từ quan điểm của nợ này là một thể loại nợ, trong đó người cho vay đã được cấp một phần của tài sản quy định bó quyền. Nếu việc bán tài sản thế chấp không tăng đủ tiền để trả hết nợ, chủ nợ thường xuyên có thể có được một phán quyết thiếu hụt  chống lại người vay với số tiền còn lại. Ngược lại nợ/vay được bảo đảm là [[nợ không có bảo đảm, không được kết nối với bất kỳ phần cụ thể của tài sản và thay vì các chủ nợ chỉ có thể đáp ứng các khoản nợ đối với khách hàng vay chứ không phải là tài sản thế chấp của bên vay và bên vay. Nói chung, bảo đảm nợ có thể thu hút các mức lãi suất thấp hơn do an ninh bổ sung cho người cho vay nợ không có bảo đảm, tuy nhiên, lịch sử tín dụng, khả năng trả nợ, và dự kiến sẽ trả lại cho người cho vay cũng là yếu tố ảnh hưởng đến tỷ lệ 

## Mục đích
Có hai mục đích cho một khoản vay bảo đảm bằng nợ. Trong mục đích đầu tiên, bằng cách mở rộng cho vay thông qua đảm bảo nợ, chủ nợ được miễn hầu hết các rủi ro tài chính có liên quan bởi vì nó cho phép nợ để có những tài sản trong trường hợp nợ không được hoàn trả. Trong trao đổi, điều này cho phép Mục đích thứ hai nợ có thể nhận được vay  trên nhiều điều khoản thuận lợi hơn mà có sẵn cho nợ không có bảo đảm, hoặc là mở rộng tín dụng trong trường hợp khi tín dụng theo các điều khoản của nợ không có bảo đảm sẽ không được mở rộng ở tất cả. Chủ nợ có thể cung cấp một khoản vay với lãi suất hấp dẫn và kỳ hạn trả nợ cho các khoản nợ được bảo đảm.

## Các loại
- Khoản vay thế chấp là một khoản vay được bảo đảm mà tài sản thế chấp là tài sản, chẳng hạn như một ngôi nhà.
- Nợ vay là một khoản vay được bảo đảm mà tài sản thế chấp là an ninh chỉ hoặc yêu cầu chủ nợ đối với khách hàng vay, và chủ nợ không có thể quay lại tiếp tục đối với khách hàng vay đối với bất kỳ sự thiếu hụt còn lại sau khi nhà bị tịch thu đối với tài sản.
- Tịch thu nhà là một quá trình hợp pháp của tài sản thế chấp được bán để trả nợ của người vay mặc định.
- Lấy lại tài sản là một quá trình mà trong đó tài sản, chẳng hạn như một chiếc xe hơi, được đưa trở lại bởi chủ nợ khi khách hàng vay không thực hiện thanh toán do về sở hữu. Tùy thuộc vào thẩm quyền, nó có thể có hoặc không có thể yêu cầu một lệnh của tòa án.

## Luật pháp Hoa Kỳ của khoản nợ được bảo đảm bằng tài sản
Trong trường hợp của [[bất động sản, hình thức phổ biến nhất của nợ được bảo đảm '' lien. Quyền giữ thế chấp hoặc có thể tự nguyện tạo ra, như với một thế chấp, hoặc vô tình tạo ra, chẳng hạn như một lien cơ. Thế chấp chỉ có thể được tạo ra với sự đồng ý rõ ràng của chủ sở hữu danh hiệu, mà không liên quan đến sự kiện khác của tình hình. Ngược lại, điều kiện chính cần thiết để tạo ra một cơ lien đó là bất động sản bằng cách nào đó cải thiện thông qua công việc vật liệu s được cung cấp bởi người nộp đơn cơ lien. Mặc dù các quy định là phức tạp, sự đồng ý của tiêu đề chủ sở hữu [lien cơ []] chính nó là không cần thiết.
Trong trường hợp của tài sản cá nhân, thủ tục thông thường nhất để đảm bảo nợ được mô tả thông qua Uniform Commercial Mã hoặc UCC. Này Thời cung cấp một hệ thống các mẫu đơn và nộp hồ sơ công khai các văn bản mà theo đó nợ 's quan tâm đến các tài sản  được thực hiện được biết đến.
Trong trường hợp cơ bản nợ không đúng cách trả tiền, nợ có thể quyết định đuổi sự quan tâm để có tài sản. Nói chung, pháp luật cho phép "nợ được bảo đảm" được thực hiện cũng cung cấp một thủ tục, theo đó tài sản sẽ được bán tại bán đấu giá công cộng, hoặc thông qua một số phương tiện khác bán hàng. Pháp luật thường cũng cung cấp một quyền mua lại, theo đó một con nợ có thể sắp xếp cho chậm nộp các khoản nợ  nhưng giữ tài sản.

### Làm thế nào để tạo ra nợ có bảo đảm
Nợ có thể trở thành bảo đảm bằng một thỏa thuận hợp đồng, điều lệ lien, hoặc lien án. Thỏa thuận hợp đồng có thể được bảo đảm bằng một trong hai mua tiền lãi an (PMSI) cho vay, chủ nợ có lợi bảo mật trong các mặt hàng được mua (tức là chiếc xe, đồ nội thất, điện tử), hoặc, một không Mua tiền an lãi (NPMSI) cho vay, chủ nợ có một sự quan tâm an ninh trong các mục mà con nợ đã sở hữu.